# Khu du lịch Núi Bà Đen
Khu du lịch Núi Bà Đen (hay Sun World BaDen Mountain) là tập hợp các điểm du lịch nằm trong quần thể núi Bà Đen thuộc địa phận phường Bình Minh, tỉnh Tây Ninh. Khu du lịch hiện đang sở hữu Kỷ lục Thế giới Guinness với công trình ga Bà Đen là "Nhà ga cáp treo lớn nhất thế giới". Ngoài ra, còn có Tượng Phật Bà Tây Bổ Đà Sơn với hai kỷ lục "Tượng Phật Bà bằng đồng cao nhất châu Á tọa lạc trên đỉnh núi" và "Tượng Phật Bà bằng đồng cao nhất Việt Nam tọa lạc trên đỉnh núi"; Tượng Phật Di Lạc với kỷ lục "Tượng Phật Di Lạc bằng đá sa thạch lớn nhất thế giới" cùng hệ thống thác nước xung quanh tượng với kỷ lục "Thác nước nhân tạo có độ cao cao nhất châu Á". Đây cũng là nơi đầu tiên của Việt Nam vận hành loại hình du lịch máng trượt và cáp treo.
Năm 1989, quần thể núi Bà Đen đã được Bộ Văn hóa – Thông tin (nay là Bộ Văn hóa, Thể thao và Du lịch) công nhận là di tích lịch sử và danh thắng cấp quốc gia. Đến năm 1998, công trình đầu tiên phát triển du lịch núi Bà Đen đã được xây dựng. Vào năm 2014, Văn phòng Chính phủ đã chính thức ký quyết định "Quy hoạch tổng thể phát triển Khu du lịch quốc gia núi Bà Đen". Cho đến những năm 2017 – 2018, Tập đoàn Sun Group đã trở thành đơn vị đầu tư, hợp tác phát triển cùng với Ủy ban nhân dân tỉnh Tây Ninh cho khu du lịch Sun World BaDen Mountain. "Khai mở huyền thoại – Chinh phục đỉnh thiêng" là khẩu hiệu chính thức mà tập đoàn này sử dụng để quảng bá cho khu du lịch.
Trong dịp Tết Nguyên Đán 2022, khu du lịch Núi Bà Đen đã trở thành điểm đến đông khách nhất trên cả nước và đứng thứ 5 về tổng số lượng khách cả năm 2022, đưa du lịch tỉnh Tây Ninh phát triển hơn cả trước đại dịch COVID-19.

## Lịch sử

### Giai đoạn trước khi được quy hoạch lên Khu du lịch quốc gia
Vào năm 1745, ở độ cao 350 m lưng chừng núi Bà Đen đã hình thành một ngôi chùa có tên chùa Bà và được xây dựng vào năm 1763 liên quan đến truyền thuyết Lý Thị Thiên Hương. Theo Quốc Sử quán triều Nguyễn do có công trong việc báo mộng hỗ trợ ông nên năm 1790, vua Gia Long đã cho binh lính đúc tượng, phong sắc Linh Sơn Điện và phong Bà là Linh Sơn Thánh Mẫu. Khoảng năm 1864, sư Huệ Mạng thuộc phái Lâm Tế Chánh Tông đã khai sơn Linh Sơn Long Châu, tức chùa Hang lấy hang đá làm nơi tu hành, cách chùa Bà khoảng 300 m. Sau đó, vào năm Nhâm Thân 1871, chùa Trung cũng đã được ra đời với mục đích làm trạm dừng cho cho các tín đồ đến chùa Bà. Do nơi đây cũng từng là nơi giao tranh giữa quân lực Hoa Kỳ, Việt Nam Cộng hòa và Mặt trận Dân tộc Giải phóng miền Nam Việt Nam nên nhiều ngôi chùa tại đây sau đó cũng đã bị thiêu rụi bởi bom đạn. Đại Nam nhất thống chí cũng có nhắc về 2 ngôi chùa này:
Linh Sơn cách Tân Ninh 20 dặm về phía tây bắc, hình núi cao chót vót là trấn sơn của tỉnh, phía tây giáp địa giới Cao Miên, lưng núi có chùa đá ít người đi đến— Đại Nam nhất thống chí, 

Từ những năm 1983, tỉnh Tây Ninh đã thành lập Ban Tổ chức Hội Xuân Núi Bà và Ban quản lý Di tích lịch sử - văn hóa núi Bà Đen. Hệ thống điện lưới quốc gia cũng đã nối mạng đến đỉnh núi. Đến năm 1989, quần thể Núi Bà Đen được Bộ Văn hóa – Thông tin (nay là Bộ Văn hóa, Thể thao và Du lịch) công nhận là di tích lịch sử và danh thắng cấp quốc gia theo Quyết định số 100/VH-QĐ. Đến tận ngày 26 tháng 11 năm 1996, chùa Linh Sơn Thiên Thạch mới được khởi công xây dựng với tiền thân là chùa Bà và lạc thành ngày 20 tháng 12 năm 1997 với diện tích bấy giờ là 210 m².

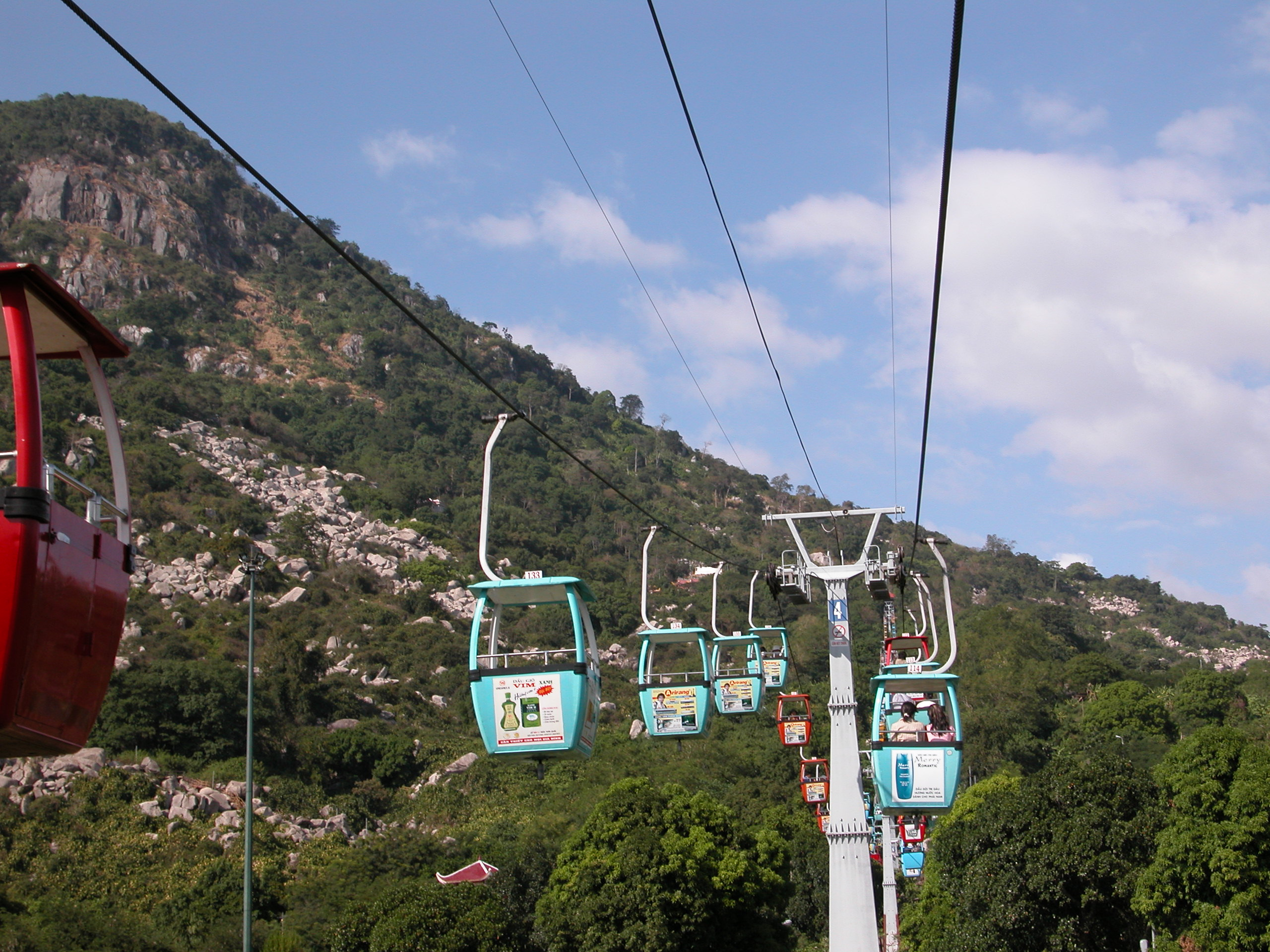
Cáp treo cũ ở núi Bà Đen. Nay đã ngưng hoạt động.

Những năm 1998, khu du lịch núi Bà Đen đã được xây dựng tuyến cáp treo đầu tiên dài 1,2 km và cao 225 m với 20 cột mốc đi lên khu vực chùa Bà và mất 18 phút để đi từ ga đầu đến ga cuối. Đây cũng là những công trình phát triển du lịch đầu tiên ở núi Bà Đen và là hệ thống cáp treo đầu tiên tại Việt Nam. Vào ngày 26 tháng 4 năm 2002, hệ thống máng trượt từ chùa Bà xuống chân núi đã được xây dựng và đưa vào khai thác. Sau khi khai thác được 3 tháng, một sự cố máng trượt đã xảy ra ở khu vực núi. Tuy nhiên, không có thương tích vào xảy ra. Vào năm 2006, tận 8 năm sau khi xây dựng, công trình cáp treo ở núi Bà Đen đã được Trung tâm Sách kỷ lục Việt Nam xác lập kỷ lục "Hệ thống cáp treo đầu tiên ở Việt Nam".
Đến năm 2013, hệ thống cáp treo mới theo công nghệ châu Âu cũng đã được Ủy ban nhân dân tỉnh quy hoạch xây dựng kéo dài từ chân núi lên tới chùa Bà và ngược lại như tuyến cáp cũ. Lúc này, Khu du lịch Núi Bà Đen được xây dựng và điều hành bởi Công ty Cổ phần Cáp treo Núi Bà - Tây Ninh, Công ty cổ phần Du lịch và Thương mại Tây Ninh (trước đó có tên Công ty cổ phần Du lịch Tây Ninh).

### Phát triển lên Khu du lịch quốc gia
Vào ngày 23 tháng 12 năm 2014, đại diện Văn phòng Chính phủ, Phó Thủ tướng Vũ Đức Đam đã ký quyết định "Quy hoạch tổng thể phát triển Khu du lịch quốc gia núi Bà Đen, tỉnh Tây Ninh đến năm 2020, tầm nhìn đến năm 2030". Đây là 1 trong 49 khu du lịch được đề cử quy hoạch thành khu du lịch quốc gia. Những năm sau đó, đề án quy hoạch về khu du lịch vẫn được đề cập bổ sung trong đó có quyết định về việc quy hoạch diện tích khu du lịch 2.903,79 ha và nghiên cứu phát triển cùng Tòa Thánh Tây Ninh và hồ Dầu Tiếng. Vào ngày 5 tháng 9 năm 2018, Thủ tướng Chính phủ đã cho phép tỉnh Tây Ninh quy hoạch, xây dựng khu vực núi Bà Đen thành Khu du lịch quốc gia núi Bà Đen. Trước đó hai năm, Ban Quản lý Khu du lịch quốc gia Núi Bà Đen đã được thành lập dựa trên Ban Quản lý Khu Di tích lịch sử Văn hóa, Danh thắng và Du lịch Núi Bà Đen thuộc quản lý của Sở Văn hóa, Thể thao và Du lịch và Ban Quản lý Khu rừng Văn hóa - lịch sử Núi Bà trực thuộc Sở Nông nghiệp và Phát triển nông thôn tỉnh Tây Ninh.
Trong giai đoạn năm 2017 – 2018, Tập đoàn Sun Group đã bắt đầu hợp tác với Ủy ban nhân dân tỉnh Tây Ninh quy hoạch xây dựng Khu du lịch quốc gia núi Bà Đen với tên gọi "Sun World Ba Den Mountain" với tổng mức đầu tư giai đoạn một là hơn 2.000 tỷ đồng. Vào sáng ngày 14 tháng 8 năm 2019, "Lễ vía bà Linh Sơn Thánh Mẫu - núi Bà Đen" của chùa Bà (thuộc núi Bà Đen) đã được công nhận là Di sản văn hóa phi vật thể quốc gia. Đến ngày 18 tháng 1 năm 2020, Tập đoàn Sun Group khai trương công trình đầu tiên của quần thể khu du lịch Sun World Ba Den Mountain bao gồm 2 tuyến cáp treo là Bà Đen - Vân Sơn và Bà Đen - Chùa Hang. Từ lúc đầu tư đến nay, Sun Group đã quảng bá khu du lịch với khẩu hiệu "Khai mở huyền thoại – Chinh phục đỉnh thiêng". Trong năm 2021, Sở Văn hóa, Thể thao và Du lịch tỉnh Tây Ninh tổ chức một giải chạy BaDen Mountain Marathon, tập đoàn Sun Group đồng tổ chức và tài trợ. Mùa đầu tiên được tổ chức đã có đến 3000 vận động viên tham gia.
Trong thời gian từ ngày 1 tháng 1 năm 2022 đến ngày 31 tháng 12 năm 2022, nhằm kích cầu du lịch sau đại dịch COVID-19, Ủy ban nhân dân tỉnh Tây Ninh đã ngừng thu vé vào cổng. Cũng trong năm 2022, Khu du lịch Núi Bà Đen đã trở thành 1 trong 5 điểm đến đông khách nhất cả nước. Trong đó, dịp Tết Nguyên Đán 2022, theo thống kê từ Tổng cục du lịch, Tây Ninh đã dẫn đầu cả nước về số lượng du khách. Tổng kết quả cả năm 2022 về du lịch Tây Ninh đã vượt qua thời kỳ trước đại dịch COVID-19. Vào đầu năm 2023, tuyến cáp treo Hòa Đồng - Tâm An nối liền quần thể chùa Bà và đỉnh núi Bà Đen đã được khai trương. Đây là công trình cáp treo thứ hai dẫn lên đỉnh núi Bà Đen bên cạnh tuyến cáp treo Bà Đen - Vân Sơn được khai trương vào năm 2020 trước đó. Đến ngày 28 tháng 1 năm 2024, trên đỉnh núi Bà Đen chính thức an vị đại tượng Phật Di Lặc có chiều cao 36 mét ở độ cao hơn 900 m.

## Phạm vi địa giới
Theo Quyết định số 1099/QĐ-TTg của Văn phòng Chính phủ được Phó Thủ tướng Trịnh Đình Dũng ký ban hành vào ngày 5 tháng 9 năm 2018, Khu du lịch Núi Bà Đen được xác định nằm trên địa bàn phường Bình Minh, phường Ninh Thạnh và một phần xã Dương Minh Châu, có phạm vi ranh giới, cụ thể:
- Phía Đông Bắc: Giáp xã Tân Hưng và xã Dương Minh Châu; giới hạn bởi đường Khedol - Suối Đá;
- Phía Tây Bắc: Giáp phường Bình Minh; giới hạn bởi đường ĐT 785;
- Phía Tây Nam: Giáp phường Bình Minh; giới hạn bởi đường ĐT 784;
- Phía Đông Nam: Giáp phường Ninh Thạnh và phường Bình Minh; giới hạn bởi đường ĐT 790.

Tổng diện tích quy hoạch của khu du lịch là 2.903,79 ha.

## Hệ thống cáp treo

### Các tuyến cáp treo của Sun Group

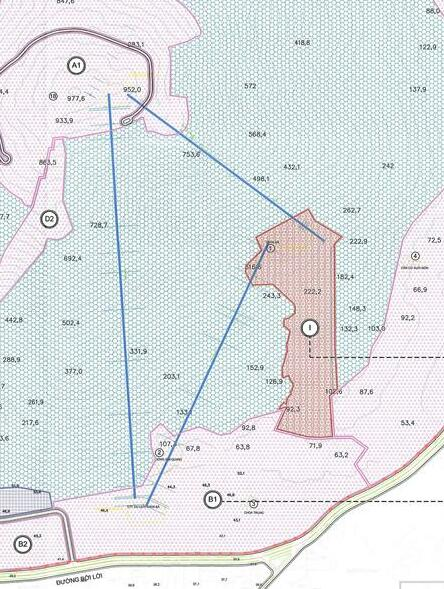
3 tuyến cáp treo trên quần thể núi Bà Đen. (Đường nét liền màu xanh dương).

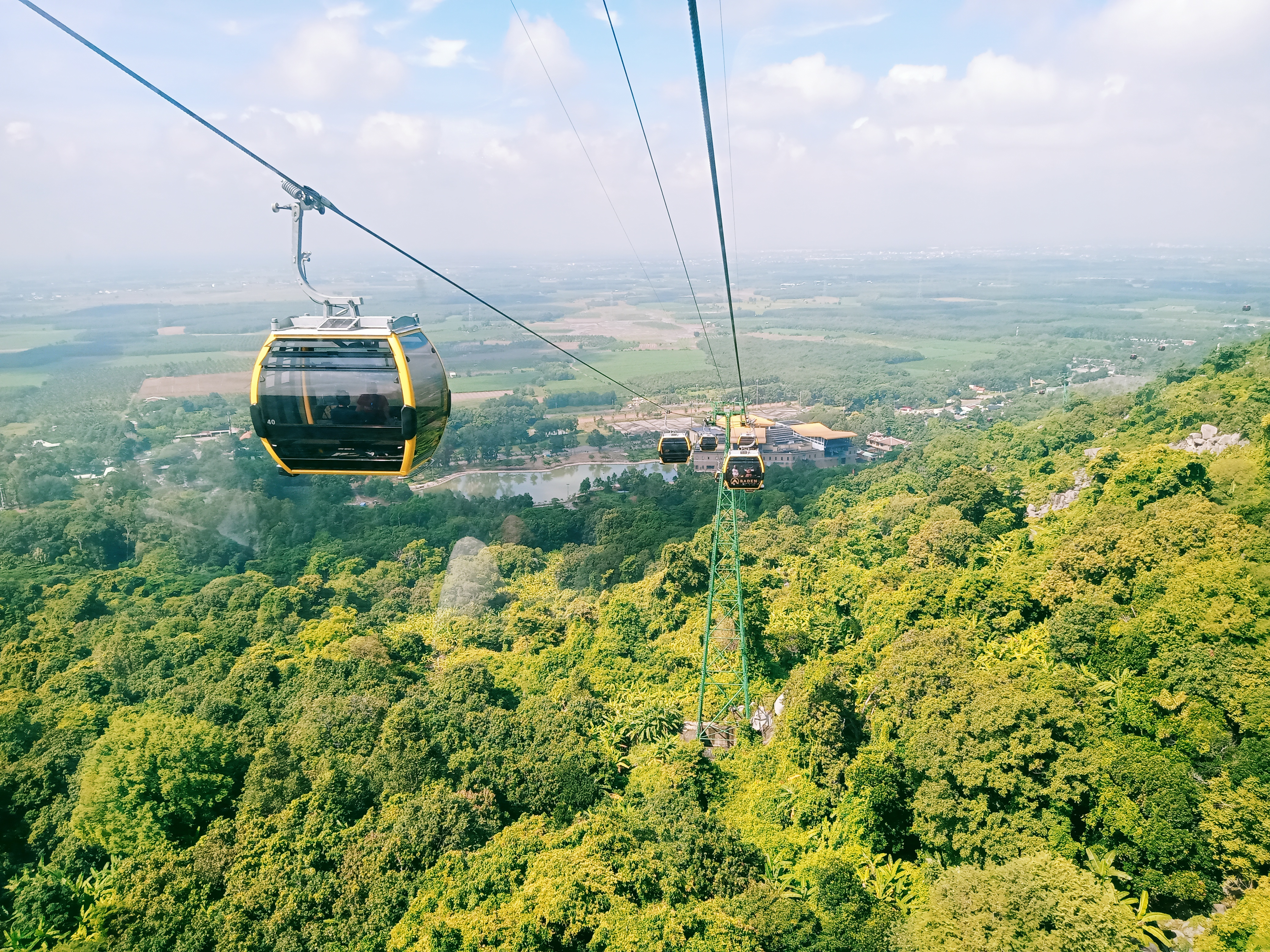
Tuyến cáp treo mới do tập đoàn Sun Group khai thác.

Ngày 18 tháng 1 năm 2020, Ủy ban nhân dân tỉnh Tây Ninh và Tập đoàn Sungroup đã chính thức đưa vào vận hành hệ thống cáp treo mới hiện đại sau 1,5 năm thi công xây dựng. Đây cũng là công trình đầu tiên được khai trương thuộc quần thể Sun World Bà Đen Mountain do tập đoàn Sun Group đầu tư xây dựng. Hệ thống cáp treo được thực hiện dưới sự tư vấn, thiết kế của hãng cáp treo số một thế giới Doppelmayr và bao gồm hai tuyến cáp song song. Hiện nay, tại Khu du lịch có 3 tuyến cáp treo đang vật hành chính lần lượt là:
- Tuyến cáp treo Bà Đen - Vân Sơn: Tuyến cáp số 1 bắt đầu từ chân núi (Ga Bà Đen) lên đỉnh Bà Đen (Ga Vân Sơn) có chiều dài 1.847 m, gồm 113 cabin với công suất 10 người/cabin, công suất vận chuyển 4.400 khách/giờ. Với vận tốc 8 mét/giây, thời gian di chuyển từ chân núi lên đỉnh cao 986m của núi Bà Đen là 8 phút.[40] Giữa ga đi và ga đến có độ chênh lệch khoảng 886 m.[41]
- Tuyến cáp treo Bà Đen - Chùa Hang: Tuyến cáp số 2 bắt đầu từ chân núi (Ga Bà Đen) lên chùa Bà (Ga Chùa Hang) có chiều dài 1.210 m, bao gồm 78 cabin (10 người/cabin). Với vận tốc 8 mét/giây, thời gian di chuyển lên đỉnh chỉ 5 phút và công suất vận chuyển 4.400 khách/giờ.[40] Độ chênh lệch giữa ga đi và ga đến là 259 m, tốc độ di chuyển có tuyến cáp treo Bà Đen - Chùa Hang được xây dựng gấp đôi tuyến cáp treo cũ tại đây vào năm 2013 và đưa du khách đến với quần thể chùa Bà.[11][41]
- Tuyến cáp treo Hòa Đồng - Tâm An: Vào ngày 1 tháng 1 năm 2023, Sun Group đã chính thức khai trương thêm tuyến cáp treo mới chạy song hành cùng hai tuyến cáp treo đã ra mắt trước đó tại khu du lịch Núi Bà Đen, tuyến cáp mới sẽ nối liền ga Hòa Đồng và ga Tam An, tức kết nối từ khu vực chùa Bà lên đỉnh núi Bà Đen. Tuyến cáp treo sẽ dài khoảng 1.208 m, 76 ca bin với 5 phút di chuyển.[31][42] Đây được xem là tuyến cáp treo có tầm nhìn đẹp nhất khu du lịch và là một trong những hệ thống cáp treo có độ dốc lớn nhất thế giới khi sở hữu độ dốc trung bình là 63,53% (tương đương 32,43 độ) và độ dốc tối đa lên tới 104% (tương đương 45 độ).[31]

### Nhà ga cáp treo

#### Ga Bà Đen

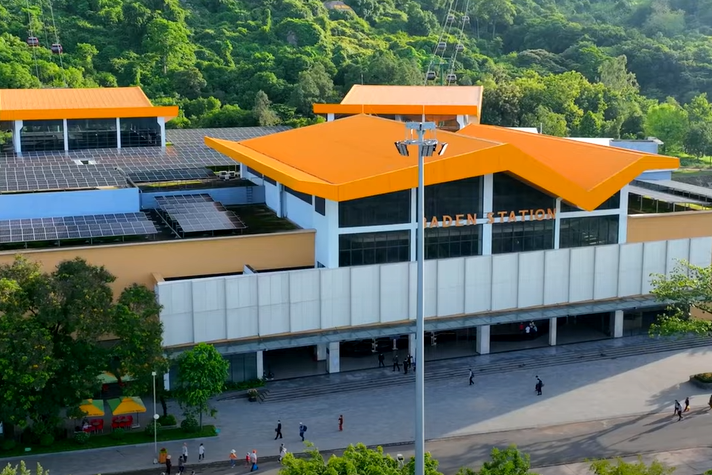
Ga Bà Đen, nhà ga cáp treo lớn nhất thế giới vào năm 2022.

Ga Bà Đen là ga chính của Sun World Bà Đen Mountain và là nhà ga lớn nhất toàn bộ hệ thống cáp treo của khu du lịch, được đặt ở bên dưới chân núi với diện tích lên tới 10.959 m². Vào năm 2020, Tổ chức Kỷ lục Thế giới Guinness cũng đã chính thức công nhận ga Bà Đen là "Nhà ga cáp treo lớn nhất thế giới". Nằm ở độ cao khoảng 42 m so với mực nước biển, ga Bà Đen có thiết kế mái được tạo thành 3 cột sóng. Từ trên nhìn xuống, 3 cụm mái nhô lên này tượng trưng cho 3 ngọn núi là núi Bà Đen, núi Phụng và núi Đất (thuộc quần thể núi Bà Đen). Sảnh trung tâm của nhà ga gồm 5 cây cột lớn cách điệu như 5 cây cổ thụ được che chở bởi núi Mẹ. Đây là nhà ga kết nối chung của ga Vân Sơn và ga Chùa Hang.

#### Ga Vân Sơn và Ga Tâm An
Ga Vân Sơn là ga đầu tiên được xây dựng trên đỉnh núi Bà Đen với phong cách kiến trúc châu Âu cổ điển và nhuốm màu cổ tích huyền bí. Đá sa thạch là chất liệu chủ đạo làm nên nội thất bên trong ga Vân Sơn. Trên cột và các mảng tường trong nhà ga là những bức tranh lập thể đa sắc được lấy cảm ứng từ Tòa Thánh Tây Ninh của đạo Cao Đài. Sảnh chính của ga được trang trí với đèn chùm lớn, gờ phào uốn lượn. Không chỉ vậy, sự cổ kính của ga còn mang nét đặc trưng trong những công trình nổi tiếng thế giới của kiến trúc sư Antoni Gaudí như: công viên Parc Guell, vương cung thánh đường Sagrada Família và ngôi nhà Casa Batllo. Đến năm 2023, sau khi tuyến cáp treo mới kết nối giữa quần thể khu vực chùa Bà với đỉnh núi Bà Đen được kết nối, ga Tâm An cũng chính thức được đưa vào hoạt động. Nhà ga nằm ở khu vực đỉnh núi kết nối trực tiếp với nhà ga Hòa Đồng ở khu vực chùa Bà. Độ chênh lệch giữa hai nhà ga lên tới 639,7 m.

#### Ga Chùa Hang và ga Hòa Đồng

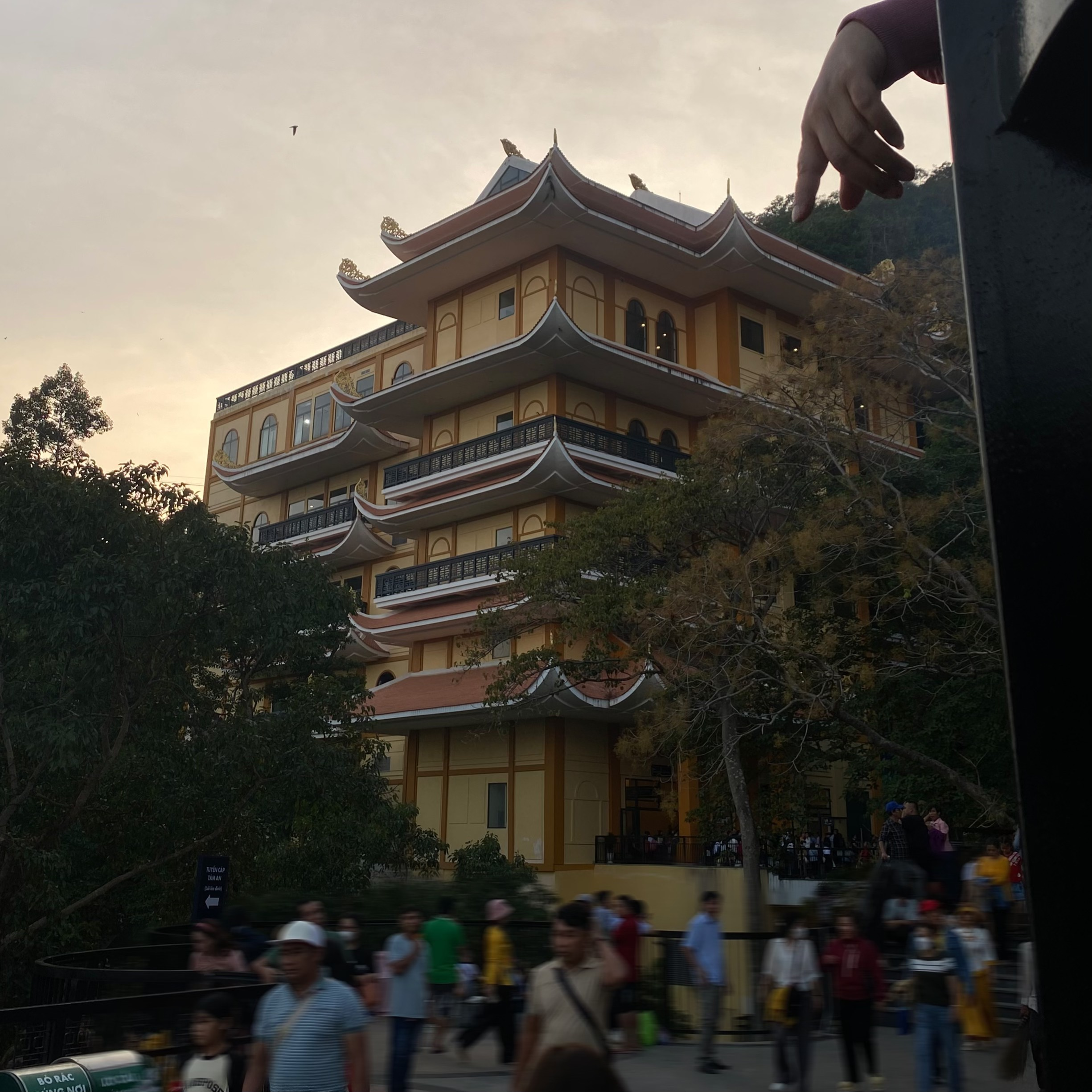
Ga Chùa Hang ở núi Bà Đen năm 2024

Ga Chùa Hang là ga nằm ở khu vực quần thể chùa Bà với thiết kế độc bản, được tập đoàn Sun Group tuyên bố là không trùng lặp với bất kỳ nhà ga cáp treo nào trên thế giới. Công trình mang vóc dáng của một ngôi chùa 5 tầng được lấy cảm hứng trên kiến trúc từ chùa Bà và chùa Hang. Điểm nhấn của ga Chùa Hang là hình ảnh tượng Phật Thích-ca Mâu-ni ngồi thiền được thiết kế hình dọc theo hai bên tường ở tầng 5 của nhà ga. Sở hữu màu vàng tươi làm chủ đạo, gạch lát nền của nhà ga cũng đã mang nét đặc trưng cho trường phái Phật giáo miền Nam. Đến đầu năm 2023, để kết nối đến đỉnh núi, Sun Group đã cho ra mắt thêm tuyến cáp treo mới kết nối khu vực quần thể chùa Bà với đỉnh núi Bà Đen thông qua nhà ga Hòa Đồng, kết nối trực tiếp với nhà ga Tâm An ở khu vực đỉnh núi.

## Hệ thống máng trượt

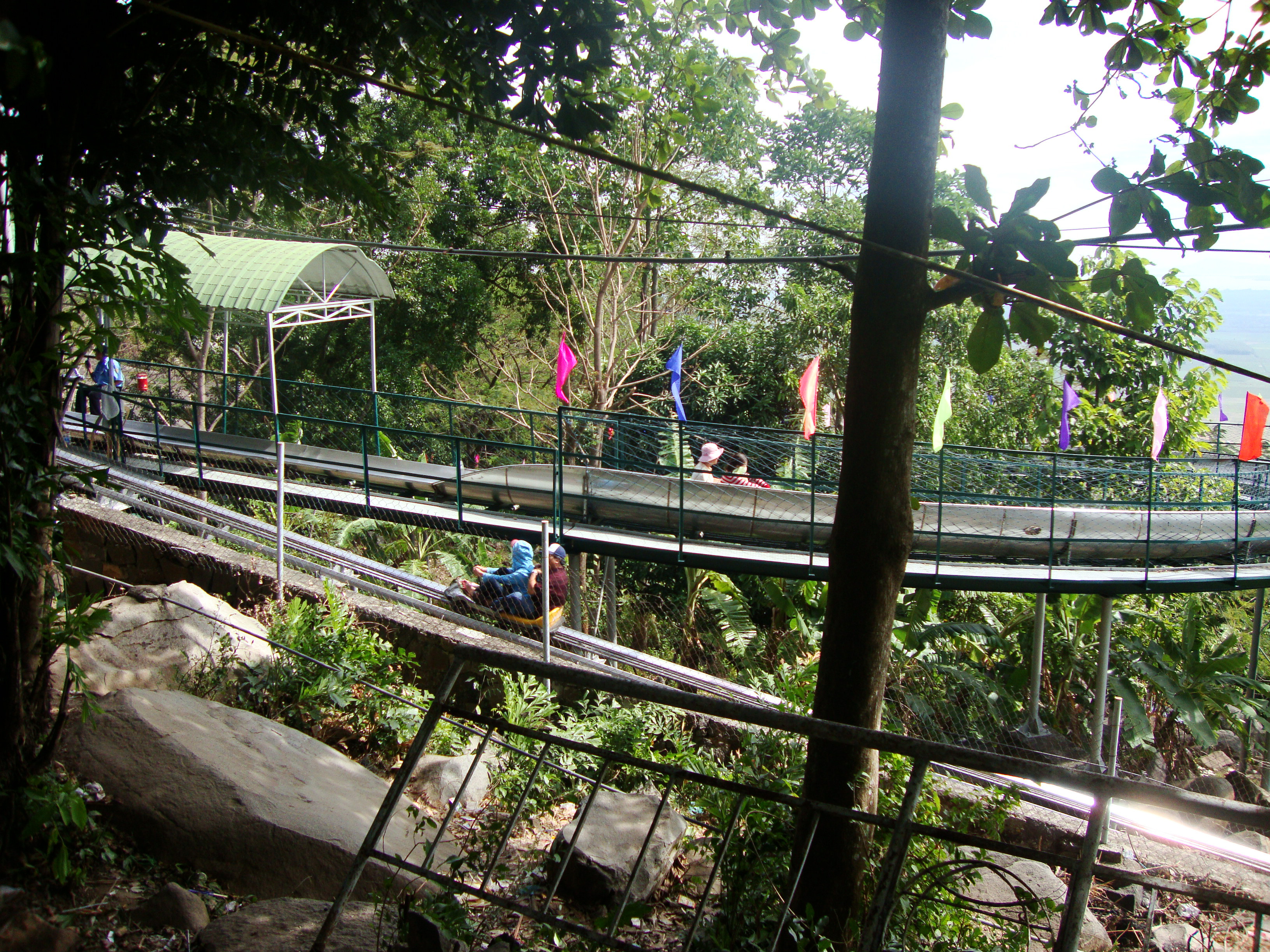
Máng trượt ở Khu du lịch Núi Bà Đen.

Hệ thống máng trượt ở núi Bà Đen đã được đầu tư lần đầu tiên vào năm 2002, và được thay thế vào năm 2018 với tổng mức đầu tư là 90 tỷ đồng. Hệ thống mới được cho là có thể vận chuyển 500 người mỗi giờ và được thiết kế thêm trang bị cảm biến khoảng cách trượt để tự động giảm phanh. Hiện nay, máng trượt ở Khu du lịch Núi Bà Đen đã trở thành một hệ thống khép kín với tuyến lên dài 1.190 m và tuyến xuống dài 1.700 m, được đặt trên 482 trụ móng kéo dài lên khu vực quần thể chùa Bà, hai nhà ga của máng trượt có độ cao chênh lệch khoảng 215 m đây cũng là nơi đầu tiên ở Việt Nam vận hành loại hình này. Xe trượt được thiết kế với tốc độ tối đa vào khoảng 40 km/h với công suất chở từ 1–2 người. Trong trường hợp chở hai người, người điều khiển sẽ ngồi phía sau người phía trước.

## Quần thể kiến trúc khu vực núi chính

### Quần thể công trình khu vực chân núi

#### Tượng Dũng sỹ núi Bà Đen

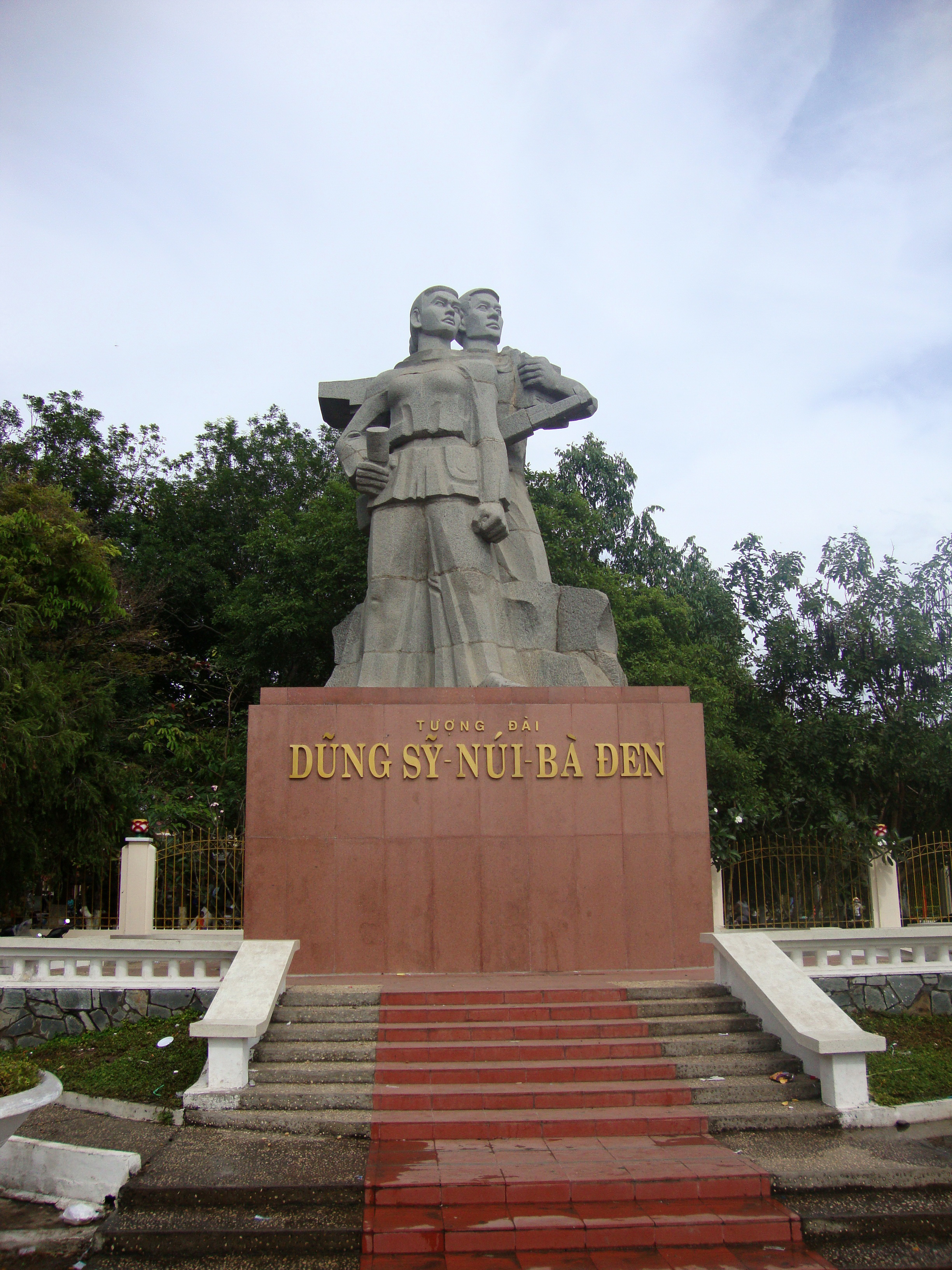
Tượng đài Dũng sỹ núi Bà Đen.

Đầu năm 1962, một đơn vị trinh sát và thông tin (Liên đội 7) của mặt trận Tây Ninh (thuộc Mặt trận Dân tộc Giải phóng miền Nam Việt Nam) đã được cử lên khu vực núi Bà Đen để hoạt động. Lúc bấy giờ, quân lực Hoa Kỳ và Việt Nam Cộng hòa đang đóng giữ khu vực đỉnh núi nên đã khiến quân của lực lượng của mặt trận Tây Ninh di chuyển sang sườn phía Bắc núi Phụng thuộc cụm núi Bà Đen. Hai bên tiếp tục có những căng thẳng leo thang trong suốt thời gian đó. Cuối cùng vào ngày 6 tháng 1 năm 1975, khi không có thức ăn và nước uống, đạn dược đã sử dụng gần hết, đại đội của Hoa Kỳ cùng Việt Nam Cộng hòa đã đưa các thương binh và rút xuống núi về tuyến thiện chiến. Từ đó cho đến sự kiện 30 tháng 4 năm 1975, khu vực này đã được Liên đội 7 kiểm soát. Nhằm tưởng niệm 181 người được cho là đã tử vong trong cuộc chiến, chính phủ Việt Nam đã cho xây dựng một tượng đài mang tên "Dũng sỹ núi Bà Đen".

#### Chùa Linh Sơn Phước Trung (Chùa Trung)

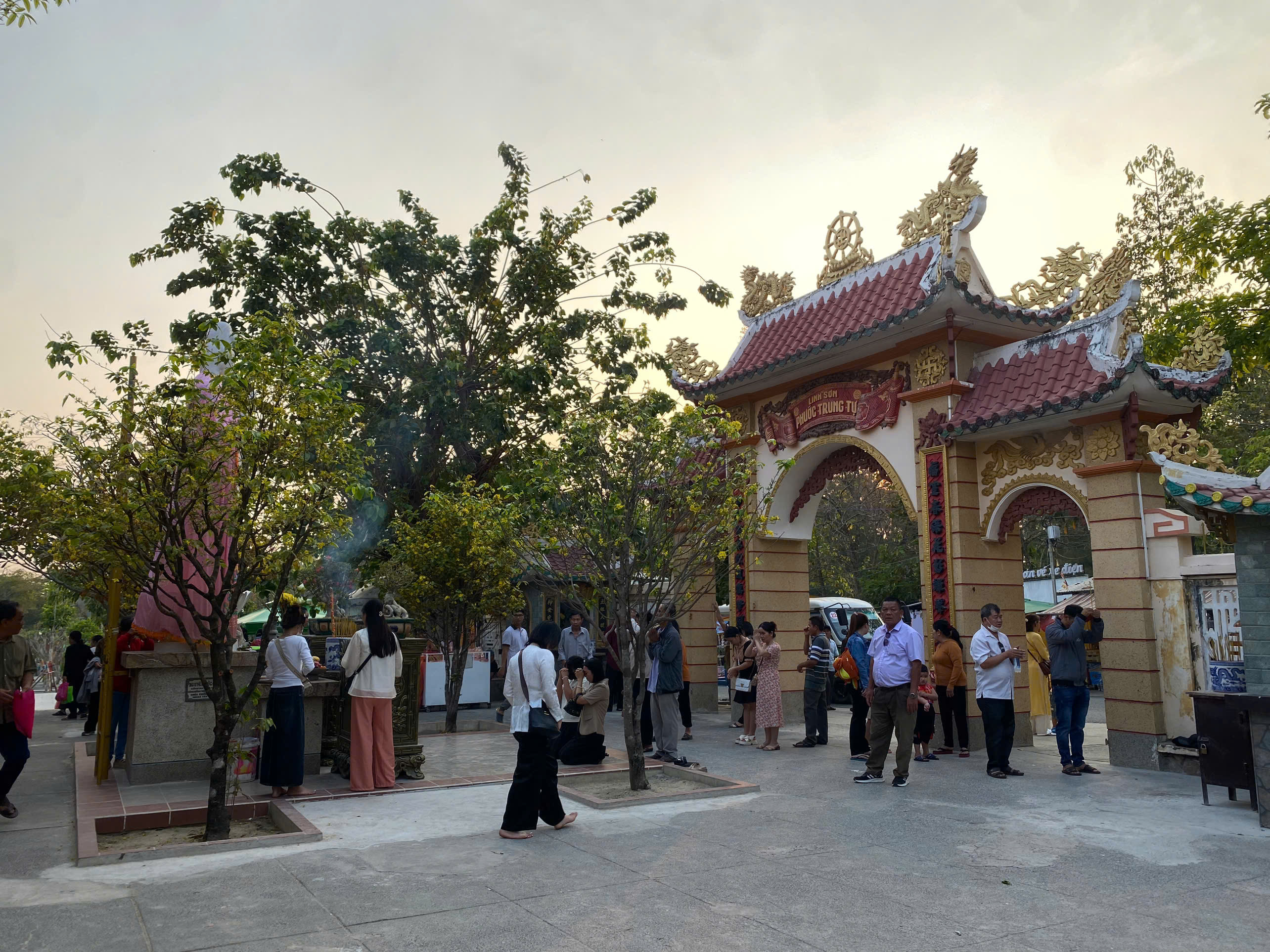
Bên trong chùa Trung năm 2025.

Chùa nằm ở vị trí chân núi Bà Đen, theo hệ phái Bắc Tông được thành lập vào năm 1876, người sáng lập là Tổ Thanh Thọ và Tổ Phước Chí với diện tích 2.329,2 m², Chùa Trung là 1 trong 5 điểm được khoanh vùng bảo vệ I của khu du lịch quốc gia Núi Bà Đen. Chùa trước đây là nơi Ủy ban Kháng chiến Hành chính Tỉnh Tây Ninh xây dựng lực lượng trong giai đoạn chiến tranh Đông Dương từ năm 1946. Ngoài ra, chùa Trung còn sở hữu bức tượng của thái tử Tất Ðạt Ða ở trong khuôn viên chùa, người được cho là khi vừa mới sinh ra bước 7 bước đã làm nở được 7 đóa sen hồng,... Vào tháng 12 năm 2016, tỉnh hội Phật giáo tỉnh đã xây dựng hoàn tất giảng đường Tâm Hòa do Ni trưởng Thích Nữ Diệu Nghĩa chủ trì, nơi này được sử dụng để tổ chức đại giới đàn cho tăng sinh khu vực miền Nam.

#### Động Kim Quang
Động Kim Quang là một hang động tự nhiên khá rộng nằm về hướng Nam núi Bà Đen. Hang động cách chân núi khoảng 500 m nhưng địa hình khá hiểm trở, một con suối cắt ngang với một chiếc cầu treo nối hai bờ vực. Trước cửa hang động có một quyển sách cách điệu nói về lịch sử của hang động. Trong khu vực động còn có 3 cụm tượng, tái hiện lại hoạt động của lực lượng Mặt trận Dân tộc Giải phóng miền Nam Việt Nam. Phía trên hang động có nhiều tảng đá chất chồng lên nhau. Xung quanh động còn có con suối chảy quanh. Thuở đầu, hang động được Nguyễn Văn Tài, pháp danh Kim Quang dựng nên để tu hành. Người này được cho là đã xây dựng trước hang động một bức tường dày 20 cm cùng 2 cửa lá sách bằng gỗ hai bên với bệ tam cấp để cúng Phật. Tuy nhiên, đến năm 1961, quân lực của Mặt trận Dân tộc Giải phóng miền Nam Việt Nam, cụ thể là Huyện đội Tòa Thánh (nay là thị xã Hòa Thành) được cho là đã "xin phép" thầy tu để "nhường" chỗ cho hoạt động cách mạng. Năm 1965, 3 người trong lực lượng cách mạng đã bị phát hiện và bắn chết. Sau năm 1975, chính quyền địa phương đã xem đây là một trong các địa chỉ đỏ trên địa bàn.

### Quần thể công trình khu vực chùa Bà

#### Chùa Linh Sơn Tiên Thạch Tự (Chùa Bà)

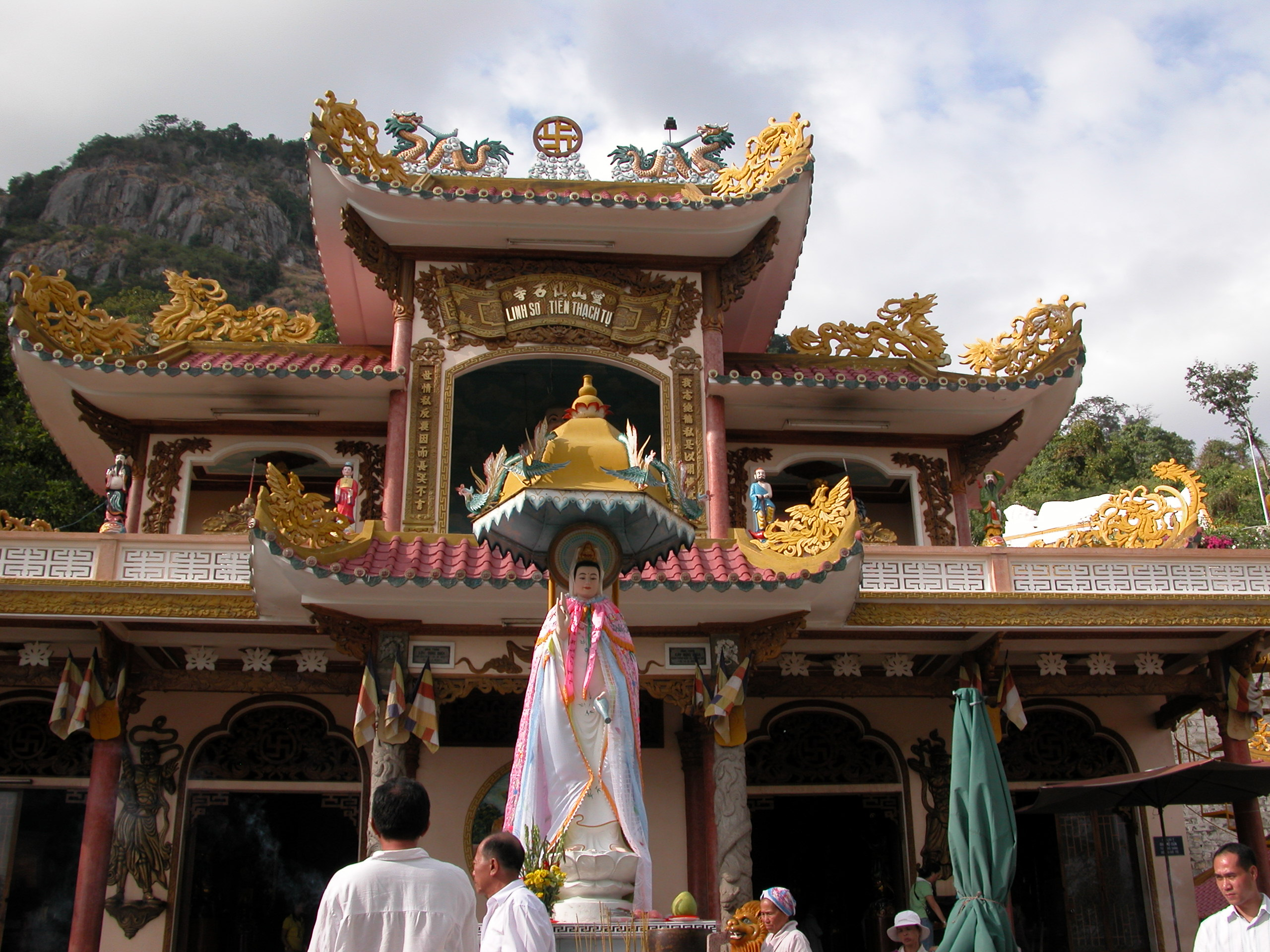
Bồ tát Quán Thế Âm trong khuôn viên Linh Sơn Tiên Thạch Tự.

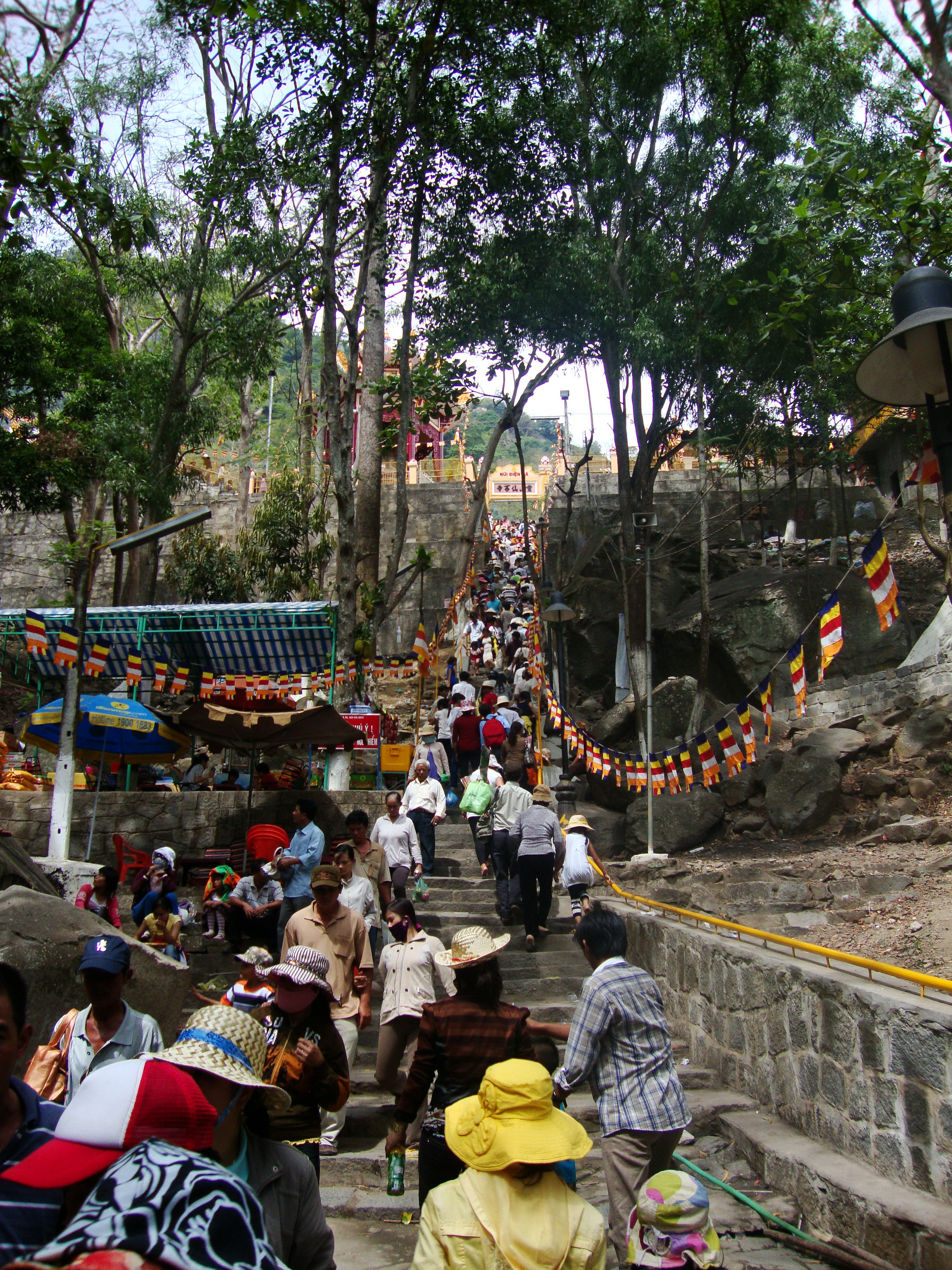
Lối đi lên quần thể chùa Bà trước khi được cải tạo mở rộng diện tích.

Ngôi chùa tọa lạc ở độ cao lưng chừng núi 350 m, được biết đến với cái tên chùa Bà (Linh Sơn Tiên Thạch Tự) hay chùa Phật, chùa Thượng được hình thành từ năm 1745 và xây dựng vào năm 1763 với diện tích hiện nay là 6.151,8 m² (cũ 210 m²). Đây là ngôi chùa cổ xưa nhất, có tuổi thọ cao nhất ở Tây Ninh, biểu trưng cho văn hóa Phật giáo ở Tây Ninh. Việc khai sáng ngôi Tam bảo trên núi Bà Đen ở thế kỷ 18 đã đặt nền móng cho việc phát triển Phật giáo ở Tây Ninh đến hiện nay. Trong Nam Kỳ phong tục nhơn vật diễn ca của Nguyễn Liên Phong vào năm 1909 cũng đã nhắc đến Chùa Bà như sau:
Điện Bà xưa những đến nay, 

Thiệt là một chỗ cao dày linh chung. 

Dưới chưn có cảnh chùa Trung, 

Kề bên sẵn suối nước trong thấy trời. 

Người đều tới đó nghỉ ngơi, 

Khiết tinh mộc dục lên nơi Điện Bà...— Nam Kỳ phong tục nhơn vật diễn ca, Nguyễn Liên Phong, 

Chùa chính là nơi thờ tự Linh Sơn Thánh Mẫu do vua Gia Long phong sắc. Chính sắc của Bà đã bị lạc mất và cho đến nay cũng không tìm được. Đến đời vua Bảo Đại, Bà đã được phong thêm cái sắc như sau:
Tỉnh Tây Ninh, Thái Bình quận, Ninh Thạnh thôn, phụng sự "Bà Đen"

 – Linh Sơn Thánh Mẫu tôn thần

 – Nẫm trước linh ứng, tứ kiêm thừa

 – Cảm mạng miên niệm thần hưu 

 – Trứ phong vị Đứuc Bảo trung hưng 

 – Lĩnh phò chi Thần chuẩn kỳ phụng sự 

 – Thứ cơ Thần kỳ tường tựu— Bảo Đại lê dân khâm trị, 

Chùa đã được trùng tu và khởi dựng lại vào năm 1997. Ở sân chùa Phật có tôn trí tượng đài Bồ tát Quán Thế Âm. Tiền đường thờ tượng Tiêu Diện. Tầng trên thờ Bồ tát Di Lặc, Bồ tát Văn Thù và Bồ tát Phổ Hiền. Chùa đã được Bộ Văn hóa, Thể thao và Du lịch công nhận là Di tích lịch sử - văn hóa quốc gia. Nơi thờ tự chính của chùa là hang đá nhỏ có bức tượng Ngọc Linh Sơn Thánh Mẫu nặng 240 kg.
Hiện nay, hai cột đá xanh được tạc từ đầu thế kỷ 20 khu vực tiền đường, mỗi cột cao 2,5 m với đường kính 0,25 m, chạm hình rồng vẫn còn được chùa lưu giữ. Chính điện chùa rộng khoảng 200 m² với nhiều cột kèo, khu vực thờ được sơn màu son thếp vàng. Chùa còn sở hữu tượng Phật Thích Ca cao 2,5 m, hai bên là tượng Bồ Tát, Thập Bát La Hán.
Sáng ngày 14 tháng 8 năm 2019, "Lễ vía bà Linh Sơn Thánh Mẫu - núi Bà Đen" tại chùa Bà thuộc Di tích lịch sử và danh lam thắng cảnh núi Bà Đen đã được công nhận trở thành Di sản văn hóa phi vật thể quốc gia và chính thức khánh thành công trình mở rộng mặt bằng sân chùa. Hiện diện tích của sân chùa đã được mở rộng 6.000 m² với sức chứa khoảng 35.000 người do UBND tỉnh Tây Ninh xây dựng và được Tập đoàn Sun Group tài trợ.

#### Chùa Linh Sơn Hòa Đồng (Chùa Hòa Đồng)
Chùa Linh Sơn Hòa Đồng được xây dựng theo kiến trúc quen thuộc của chùa miếu Nam Bộ, khôi phục từ một ngôi chùa cũ mà Hòa thượng Thích Giác Điền từng tu tập trong những năm của thế kỷ 20. Ngôi chùa được đặt cách chùa Bà không xa với diện tích khoảng 200 m² và nằm ở độ cao khoảng 350 m. Tại đây, khi nhìn ra còn có thể thấy được hồ Dầu Tiếng và suối Tha La.
Chùa Hòa Đồng có hai lớp nhà liên tục song song nhau với lớp phía trước có cấu trúc kiểu tứ trụ với bộ khung 4 trụ ở giữa, 3 gian, 3 nhịp. Mặt bằng chính điện chùa có kích thước ngang 10,8 m và sâu 9,9 m cùng một sảnh mái đón 2,4 m ở gian giữa của chùa. Trước khi vào chùa Hòa Đồng sẽ có một hang Gió nhỏ trên đường đến chùa, nơi đây xuất hiện những ngọn gió thổi ra nhưng không ai rõ từ đâu. Một bức tượng Phật Thích Ca Mâu Ni nhập Niết Bàn cũng xuất hiện trên đường vào chùa Hòa Đồng.

#### Chùa Linh Sơn Long Châu (Chùa Hang)
Vào những năm cuối thế kỷ 18, một nhà sư người Chiêm Thành còn được gọi là "ông Chàm" cùng nhà sư Huệ Mạng – Kim Tiên đã lấy hang đá trên núi Bà Đen làm nơi tu hành và khai sơn nên Linh Sơn Long Châu, người ta còn gọi đây là chùa Hang. Chùa nằm cách chùa Bà khoảng 100 bậc thang, ngôi chùa theo theo hệ phái Bắc Tông được thành lập vào năm 1830, trùng tu năm 1995. Ngoài ra, khu vực chùa Hang còn có bia tưởng niệm 181 cán bộ trinh sát của Phòng Quân bảo – Bộ Tham mưu miền B2 đã qua đời trong Chiến tranh Việt Nam. Một nhà ga cáp treo của núi Bà Đen cũng đã được đặt tên theo tên của ngôi chùa.

#### Chùa Quan Âm và động Ba Cô
Chùa Quan Âm là ngôi chùa cao nhất trong quần thể chùa ở khu vực chùa Bà. Tại đây, chùa thờ Quan Thế Âm Bồ Tát cùng nhiều miếu và hang động nhân tạo thờ Cô và thờ Mẫu. Hang động Ba Cô bên cạnh chùa được hình thành bằng những phiến đá khổng lồ tự nhiên và được bố trí giả thạch nhũ từ trên trần rũ xuống cùng tiếng nước chảy xung quanh.

### Quần thể công trình khu vực đỉnh núi

#### Tượng Phật Bà Tây Bổ Đà Sơn

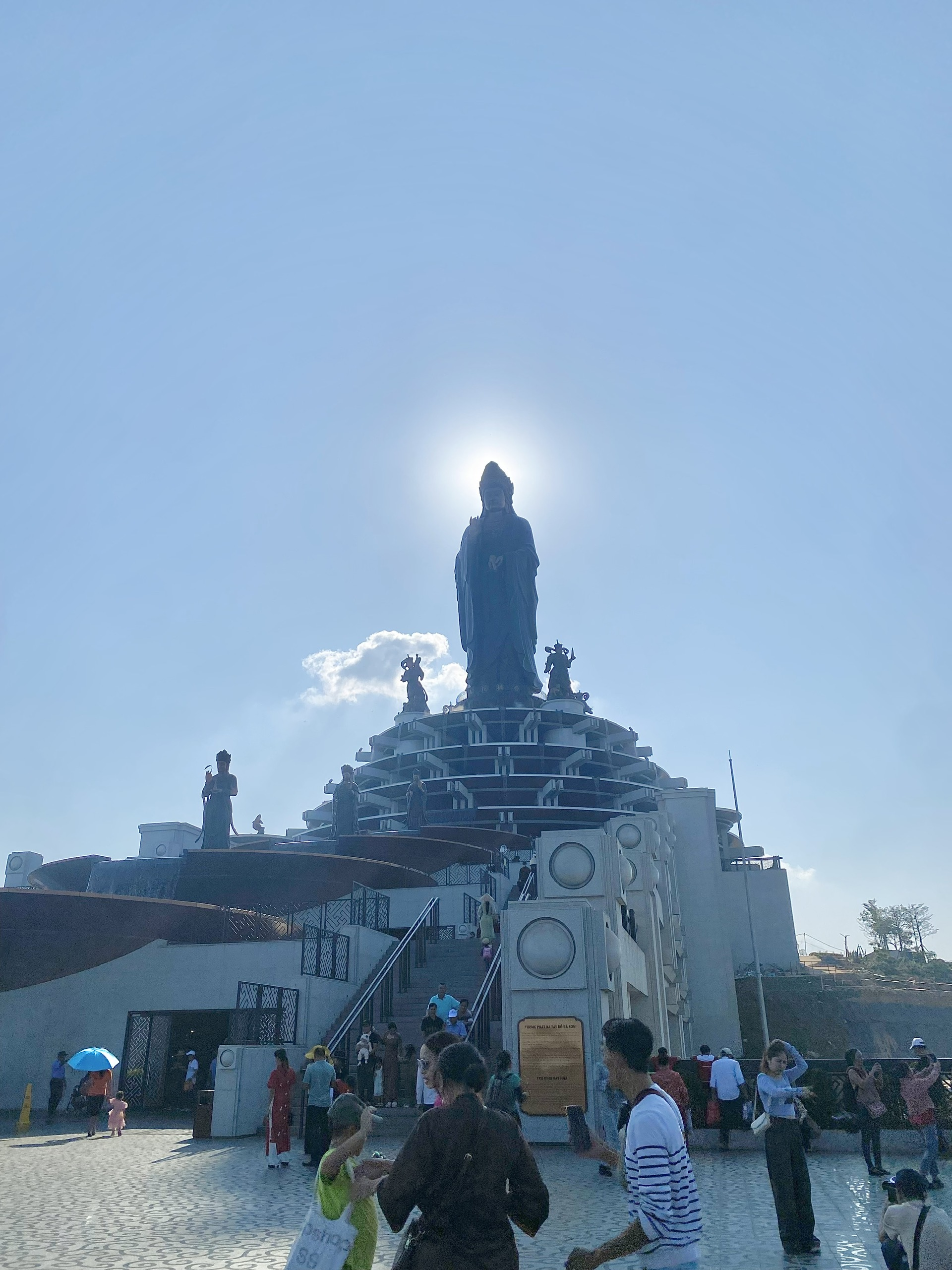
Tượng Phật Bà Tây Bổ Đà Sơn trên đỉnh Núi Bà Đen.

Bức tượng với tổng chiều cao 72 m, được đúc bởi hơn 170 tấn đồng đỏ nguyên chất theo kỹ thuật công nghệ gia công cơ khí áp lực cao của châu Âu, tượng Phật Bà Tây Bổ Đà Sơn tại đây đã xác lập kỷ lục "Tượng Phật Bà bằng đồng cao nhất châu Á tọa lạc trên đỉnh núi" và "Tượng Phật Bà bằng đồng cao nhất Việt Nam tọa lạc trên đỉnh núi". Tập đoàn Sun Group cùng nhà điêu khắc Phạm Bá Đua là người đã tạo nên thiết kế của bức tượng được dựa nguyên mẫu của tượng Phật thời Lê. Tượng Phật Bà đứng uy nghiêm trên đài sen bằng đồng, cánh sen cũng được phỏng lại theo cánh sen thời Lê, được tạo hình mây cùng 3 giọt nước, tượng trưng cho lời cầu nguyện mưa thuận gió hòa. Đầu của bức tượng đội vương miện chạm khắc hình ảnh của Đức Phật A Di Đà. Tay trái của bức tượng cầm bình Cam Lồ đang dốc xuống biểu tượng cho hành động ban phát phước lành của Bồ tát và tay phải là bắt quyết Ấn giáo hóa, mang ý nghĩa lìa xa ác nghiệp. Tượng đã được tham khảo các mẫu tượng Quán Thế Âm Bồ Tát tại Chùa Trầm (Hà Tây cũ), chùa Gián (Hải Dương) cùng một số pho tượng đang là bảo vật quốc gia được lưu trữ trong bảo tàng lịch sử - mỹ thuật.
Dưới chân tượng Phật Bà là khu trưng bày nghệ thuật Phật giáo 4 tầng với tổng diện tích lên tới 4.410 m² cùng lối kiến trúc đồng tâm bao gồm không gian nội thất sử dụng 3 loại đá như đá granite tự nhiên, đá trắng của Ý và đá nâu Tây Ban Nha. Ở tầng đầu tiên là một Đại sảnh mái vòm, công nghệ chiếu phim video 3D-mapping sẽ trình chiếu đoạn video khám phá về vũ trụ trong quan niệm của Phật giáo. Mái vòm trình chiếu có đường kính lên tới 20 m cùng độ phân giải sở hữu khoảng 16 triệu pixel dạng vòm. Còn tầng thứ hai là khu trưng bày nghệ thuật Phật giáo qua công nghệ hình ảnh 3 chiều hologram và các trụ Kinh Luân (bánh xe cầu nguyện). Tầng thứ ba sẽ là nơi triển lãm, trưng bày hàng trăm tạo vật như pho tượng, tranh, phù điêu nổi tiếng của Phật giáo tại Việt Nam cũng như trên thế giới có niên đại từ thế kỷ XI đến thế kỷ XIII. Các bức tranh được giữ bằng nghệ thuật sơn dầu và phù điêu gỗ, trong khi đó tượng là đồng mạ vàng và gỗ phủ sơn,... Ở tầng cao nhất bên trong khối đế Tượng Phật Bà Tây Bổ Đà Sơn là nơi lưu trữ và trưng bày xá lợi Phật. Căn phòng đặt xá lợi được bao quanh bởi 3 bức tường nước và chín bức tranh chữ Phạn in "Diệu Pháp Liên Hoa Kinh".

#### Tượng Phật Di Lặc

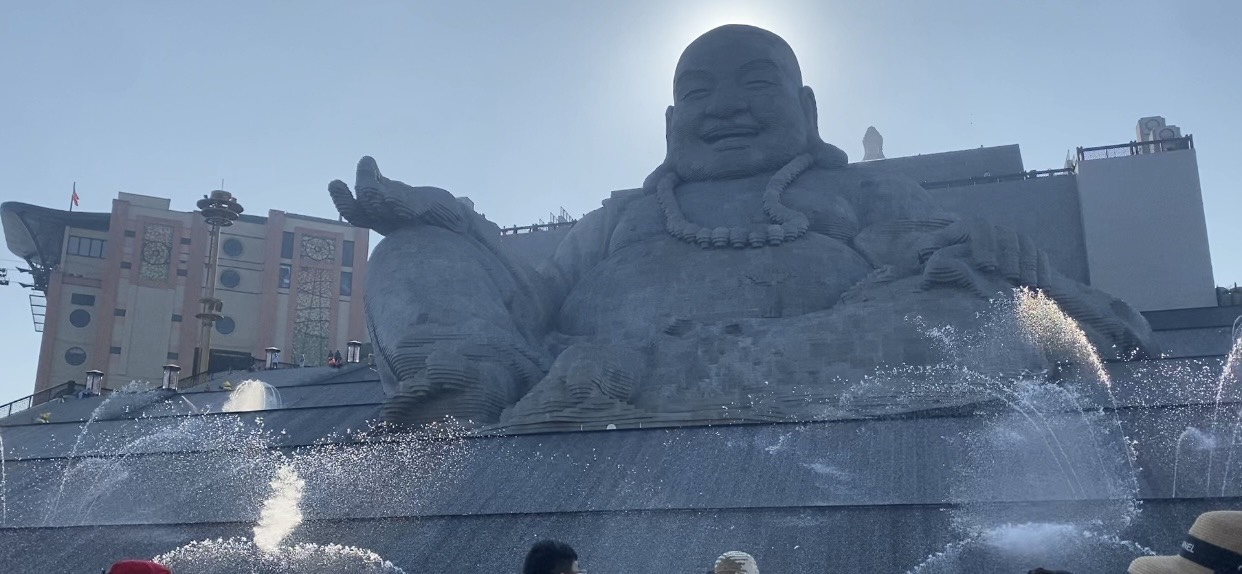
Tượng Phật Di Lặc ở Núi Bà Đen năm 2024

Vào ngày 28 tháng 1 năm 2024, Sun World tiếp tục an vị bức tượng thứ hai trên đỉnh núi Bà Đen là tượng Phật Di Lặc được làm từ 6.688 viên đá sa thạch với chiều cao khoảng 36 mét, chiều rộng ở vị trí lớn nhất là 45 mét, diện tích bề mặt là 4.652 m² và nặng khoảng 5.112 tấn. Sau khi an vị, tượng đã trở thành "tượng Phật Di Lặc bằng đá sa thạch lớn nhất thế giới". Các tầng đá sa thạch được chồng ghép lên nhau và đây được cho là phương pháp tạo hình chưa từng có tại Việt Nam khi được lấy cảm hứng từ hình ảnh ruộng bậc thang ở khu vực Tây Bắc. 54 lớp đá được xếp chồng lên nhau với mỗi viên sa thạch dài từ 1 – 1,2 mét, cao trung bình khoảng 70 cm và dày 50 cm với tổng khối lượng đá sa thạch sử dụng lên tới 2.025 m³.
Phía sau và xung quanh tượng Phật Di Lặc là một hệ thống thác nước nhân tạo đổ tràn từ bên cao xuống với độ cao khoảng 35 m – đây đồng thời cũng được xem là "Thác nước nhân tạo có độ cao cao nhất châu Á". Thác nước được thiệt kế cùng với công nghệ tạo sóng, ánh sáng, laser, thiết bị tạo khói, máy chiếu 3D để có thể kết hợp với nhau trình diễn nhạc nước. Việc kết hợp nhạc nước cùng với tâm linh cũng được xem là chưa từng có tại Việt Nam.

#### Cột kinh Bát Nhã
Cột kinh Bát Nhã được xây dựng nằm giữa tượng Phật bà Tây Bổ Đà Sơn và tượng Phật Di Lặc với 5 trụ kinh bằng đá granite đen kim sa, điêu khắc trên đó là tâm kinh Bát Nhã bằng chữ Tây Tạng. Trụ kinh lớn nhất được xây dựng có đường kính 2 m và cao khoảng 19,8 m. Đế của trụ kinh được xây dựng bắt đầu ở khu giảng pháp bên dưới lòng đất và tạo thành giếng trời khi nhìn từ dưới lên trên.

## Tuyến đường lên đỉnh núi Bà Đen

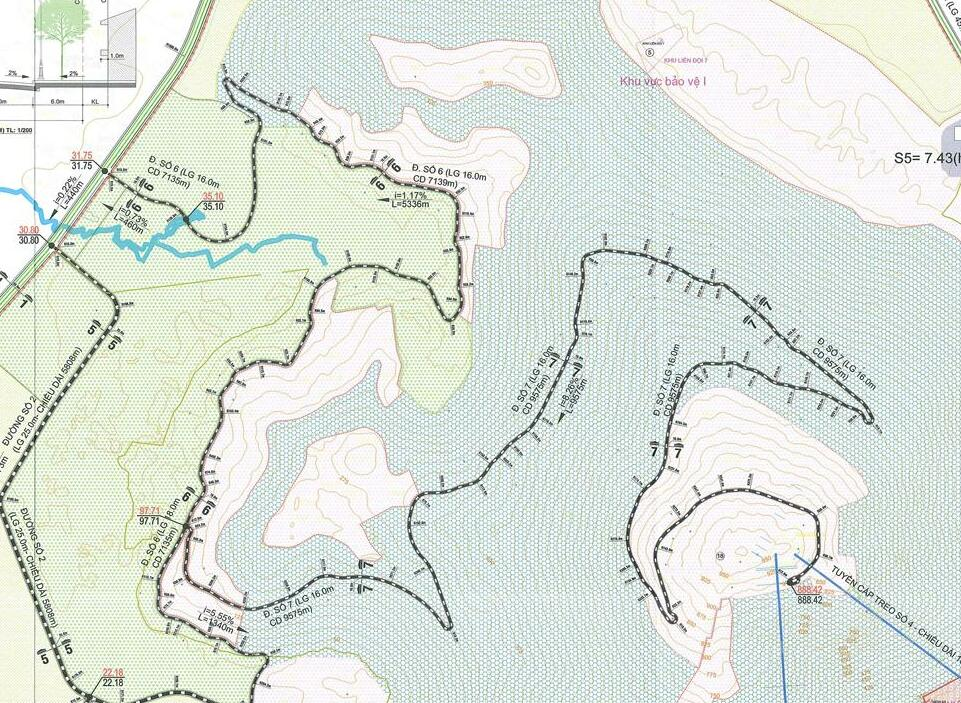
Tuyến đường bộ lên đỉnh núi Bà đen theo bản vẽ quy hoạch giao thông Khu du lịch Núi Bà Đen.

Trước khi được quy hoạch bởi tập đoàn Sun Group, các phượt thủ có thể leo lên đỉnh bằng 3 tuyến đường là từ chùa Bà lên đỉnh, theo đường cột và khu vực Ma Thiên Lãnh lên đỉnh. Tuy nhiên, đến ngày 14 tháng 5 năm 2021, Phó ban quản lý Khu du lịch quốc gia núi Bà Đen thông báo tạm dừng cho phép chinh phục núi Bà Đen bằng các cung đường này. Lý do được Ban quản lý đưa ra là do ảnh hưởng từ mùa mưa bão, gây xói mòn, sạt lở, nguy hiểm đến các phượt thủ và đồng thời do nhà đầu tư đang xây dựng công trình đường bộ lên đỉnh núi Bà Đen. Theo quy hoạch trong Quyết định số 1099/QĐ-TTg của Thủ tướng Chính phủ dọc tuyến đường bộ lên đỉnh núi Bà Đen sẽ có khu công viên chuyên đề với quy mô khoảng 25,96 ha.

## Lễ hội

### Hội Xuân núi Bà Đen
Hội Xuân núi Bà Đen được tổ chức bắt đầu từ mùng 4 tháng Giêng cho đến hết tháng Giêng hằng năm với 3 ngày quan trọng nhất là mùng 4, 5 và 6. Đây cũng được xem lễ hội lớn nhất ở Tây Ninh. Trong dịp này những người hành hương về Núi Bà, thường xin những gói giấy đỏ trong đựng một nhúm gạo, hoặc tiền lẻ coi như xin lộc Bà đầu năm để làm ăn phát lộc, phát tài. Vào năm 2022, Lễ hội Xuân núi Bà Đen đã thu hút lượng khách tham quan nhiều nhất ở khu vực Đông nam Bộ.

### Hội vía Bà Linh Sơn Thánh Mẫu
Hội vía Bà là một lễ hội được tổ chức vào ngày 5 và 6 tháng 5 âm lịch hàng năm với ngày 5 là ngày hội chính. Vào lúc khuya ngày 4, rạng sáng ngày 5, lễ tắm tượng Bà được tổ chức ngay tại điện thờ. Lúc tắm bà, cửa điện sẽ được đóng cửa, không cho du khách vào tham quan. Người tắm Bà phải là một phụ nữ lớn tuổi, tốt tính. Sau khi tắm, Bà sẽ được thay xiêm y và lần lượt lạy Bà. Trong lúc này, nhang trong điện được thắp sáng và mở cửa đón du khách trở lại. Ngày 14 tháng 8 năm 2019, Bộ Văn hóa, Thể thao và Du lịch đã công nhận lễ vía bà Linh Sơn Thánh Mẫu núi Bà Đen là Di sản văn hóa phi vật thể quốc gia. Đây được xem là lễ hội dân gian lớn ở Tây Ninh và khu vực Đông Nam Bộ.

### BaDen Mountain Marathon
BaDen Mountain Marathon là một giải chạy thường niên với 4 cự ly bao gồm 42 km, 22 km (hoặc 21 km), 10 km và 5 km được tổ chức lần đầu tiên vào năm 2021 với 25 giải thưởng, tổng số tiền là 120 triệu đồng. Giải chạy được tổ chức bởi Sở Văn hóa, Thể thao và Du lịch tỉnh Tây Ninh, được tập đoàn Sun Group đồng tổ chức và tài trợ. Sau một năm bị hạn chế vì đại dịch COVID-19, giải chạy đã được tổ chức trở lại vào năm 2023 với sự tham gia của khoảng 7.000 vận động viên. Sự kiện được diễn ra trong hai ngày với lễ khai mạc được tổ chức vào hôm 22 và giải chạy chính thức vào hôm 23 tháng 4.
| Năm  | Chủ đề                 | Số lượng tham gia   | Số cự ly                        | Tổng giải thưởng (đồng) | Ngày     | Ref           |
| ---- | ---------------------- | ------------------- | ------------------------------- | ----------------------- | -------- | ------------- |
| 2021 | Bước chạy xanh         | 3.000 vận động viên | 4 (42 km, 22 km, 10 km và 5 km) | 120.000.000             | 25/04    | [ 28 ] [ 88 ] |
| 2023 | Đường chạy huyền thoại | 7.000 vận động viên | 4 (42 km, 21 km, 10 km và 5 km) | Không rõ                | 22–23/04 | [ 89 ]        |

## Đón nhận

### Số lượng khách
Số lượng khách đến với Khu du lịch Núi Bà Đen thường đông nhất vào dịp Tết Nguyên đán hàng năm và dẫn đến nhiều tình trạng như quá tải khu du lịch, kẹt xe, ngất xỉu... Đến năm 2020, khi Tập đoàn Sun Group khai trương công trình đầu tiên của khu du lịch đã ghi nhận mức tăng hơn 30% so với tết năm trước đó. Vào năm 2022, sau Đại dịch COVID-19, ước tính lượng khách đến với khu du lịch đã cán mốc 400 ngàn lượt, vượt qua Quảng Ninh (200.000 lượt); Phú Quốc (80.000 lượt); Đà Nẵng (35.939 lượt); Quảng Nam (44.800 lượt) và đưa ngành du lịch Tây Ninh dẫn đầu cả nước về du lịch cả nước dịp Tết năm 2022. Tổng 9 tháng đầu năm 2022, khu du lịch ghi nhận 4,1 triệu lượt khách và tổng doanh thu là 1.235 tỷ đồng. Du khách Campuchia cũng đã được ghi nhận xuất hiện ở khu du lịch. Trong dịp Tết Nguyên Đán 2023, số lượng phương tiện đến khu du lịch tăng đột biến đã dẫn đến quá tải kéo dài gần 10 km.

### Vấn đề rác thải
Vào năm 2007, trên con đường từ chân núi lên tới điện Bà của núi Bà Đen đã ghi nhận tình trạng rác thải phủ đầy hai bên đường, mùi xú uế nồng nặc tỏa ra từ các ngóc ngách hang động của núi. Không chỉ vậy, dọc chùa Hang, các phiến đá to đã bị bôi bẩn bởi những câu thơ, lời nói tục bằng sơn, bút xóa. Đến năm 2017, Chuyển động 24h đã tiếp tục đăng tải những phóng sự phản ánh về vấn đề rác thải tích tụ nhiều năm ở núi Bà Đen. Ban quản lý khu du lịch cho biết cũng đã có nhiều kiến nghị phương án giải quyết nhưng tới nay vẫn chưa có kết quả. Tại đây mỗi năm, nhiều gia đình mang theo lều, bạt tổ chức nhậu, mang theo thùng loa gây náo động. Các khu vực đất trống để người dân trải bạt đều ngập trong rác.

### "Chặt chém" khách du lịch
Trong dịp Tết Nguyên Đán 2017, báo Tây Ninh cũng đã đăng tải thông tin "chặt chém" khách du lịch với giá cao. Nhiều món hàng như trà xanh, trà thảo mộc, nước ngọt, nước đá, trà đá,... đều bị nâng giá. Công ty Cổ phần Du lịch – Thương mại Tây Ninh cũng đã xác nhận niêm yết giá bán và số điện thoại đường dây nóng, nhưng vẫn còn tình trạng giá bán cao hơn giá niêm yết. Cùng năm đó, để khắc phục tình trạng "chặt chém", Ban quản lý Khu du lịch cũng đã quyết định "thưởng nóng 500 ngàn" cho những ai phát hiện hàng quán chặt chém du khách, bán hàng giả, hàng kém chất lượng.

## Sự cố

### Tai nạn máng trượt
Vào ngày 4 tháng 7 năm 2002, một nhóm du khách từ Thành phố Hồ Chí Minh đã sử dụng máng trượt để di chuyển từ khu vực chùa Bà xuống chân núi thì gặp tai nạn. Nguyên nhân được cho là do thắng xe không ăn nên các xe máng trượt đã đâm vào nhau, nhiều người đã văng ra khỏi xe, va vào hàng rào bảo vệ. Trong số đó, có một người nặng nhất là bị rơi xuống đất. Tất cả các nạn nhân đã được chuyển đến Bệnh viện đa khoa Tây Ninh sau khi sơ cứu y tế ở khu du lịch, sau đó lại được chuyển đến Trung tâm Chấn thương Chỉnh hình Thành phố Hồ Chí Minh.  Ông Lê Văn Liêm, Giám đốc Công ty cổ phần Cáp treo Núi Bà - Tây Ninh, đơn vị khai thác máng trượt và cáp treo lúc này cho biết sự cố xảy ra là do khi máng trượt được hoạt động là trời trong xanh, nhưng đang trượt thì trời có mưa vài phút nên đã dẫn đến tai nạn do thắng xe bị trượt và không "ăn" với máng.

### 20 sinh viên bị lạc
Vào tối ngày 11 tháng 1 năm 2015, Công an tỉnh Tây Ninh nhận được tin báo có một nhóm thanh thiếu niên mất tích khi leo núi, đến tối vẫn chưa thấy họ xuống bao gồm 20 người với 9 nữ và 11 nam. Người dân địa phương cũng nhận được điện thoại từ các người ở dưới chân núi, nhờ tìm kiếm những người bị lạc. Đến trưa 12 tháng 1, khi đến khu vực Hai Gạo trên sườn núi Bà Đen, cách chân núi một quãng đường đi bộ thì lực lượng cứu hộ tiếp cận được nhóm sinh viên, nhiều thành viên trong nhóm có dấu hiệu đuối sức và không có bất kỳ thương vong nào xảy ra.

## Kỷ lục
| Năm  | Tên kỷ lục                                                      | Đề cử                                      | Nguồn   |
| ---- | --------------------------------------------------------------- | ------------------------------------------ | ------- |
| —    | Ngọn núi cao nhất miền Nam Việt Nam                             | Núi Bà Đen                                 | [ 109 ] |
| 1998 | Hệ thống cáp treo đầu tiên tại Việt Nam                         | Hệ thống cáp treo chân núi lên chùa Bà     | [ g ]   |
| 2002 | Hệ thống máng trượt đầu tiên tại Việt Nam                       | Hệ thống máng trượt chùa Bà xuống chân núi | [ 53 ]  |
| 2020 | Nhà ga cáp treo lớn nhất thế giới                               | Ga Bà Đen                                  | [ 43 ]  |
| 2022 | Tượng Phật bà bằng đồng cao nhất châu Á tọa lạc trên đỉnh núi   | Tượng Phật Bà Tây Bổ Đà Sơn                | [ 71 ]  |
| 2022 | Tượng Phật bà bằng đồng cao nhất Việt Nam tọa lạc trên đỉnh núi | Tượng Phật Bà Tây Bổ Đà Sơn                | [ 71 ]  |
| 2024 | Tượng Phật bằng đá sa thạch lớn nhất thế giới                   | Tượng Phật Di Lặc                          | [ 34 ]  |
| 2024 | Thác nước nhân tạo có độ cao cao nhất châu Á                    | Thác nước chảy sau tượng Phật Di Lặc       | [ 34 ]  |
| 2024 | Nhạc nước tâm linh đầu tiên tại Việt Nam                        | Trình diễn nhạc nước tâm linh              | [ 34 ]  |
| 2024 | Đại lễ dâng đăng có số đèn đăng lớn nhất Việt Nam               | 55.000 ngọn đăng dâng đăng                 | [ 110 ] |

## Quy hoạch
Theo quy hoạch của Thủ tướng Chính phủ, Khu du lịch quốc gia núi Bà Đen sẽ bao gồm 4 phân khu:
- Khu tâm linh, di tích;
- Khu tham quan chuyên đề, lưu trú, nghỉ dưỡng, thương mại và dịch vụ du lịch trên đỉnh núi;
- Khu lưu trú, nghỉ dưỡng trên đỉnh núi Phụng và núi Đất (còn gọi là núi Heo);
- Khu chức năng du lịch sinh thái quanh chân núi.

Vào ngày 20 tháng 12 năm 2022, Bộ Kế hoạch và Đầu tư đã ra quyết định dừng chấp nhận 3 dự án tại núi Bà Đen sau khi UBND tỉnh Tây Ninh yêu cầu dừng thẩm định dự án. 3 dự án bị tạm dừng bao gồm: Khu đô thị phục vụ khu du lịch quốc gia núi Bà Đen (79,25 ha); Khu tham quan chuyên đề, nghỉ dưỡng núi Bà Đen (88,9 ha); Khu đô thị phụ cận khu du lịch quốc gia núi Bà Đen (379 ha) với lý do là không còn phù hợp.
Bản vẽ quy hoạch Khu du lịch núi Bà Đen theo Quyết định số 1259/QĐ-TTG
- Bản vẽ hiện trạng của núi Bà Đen, trước khi xây dựng.
- Bản vẽ định hướng phát triển không gian.
- Bản vẽ Quy hoạch sử dụng đất khu vực núi Bà Đen.
- Bản vẽ Quy hoạch giao thông nội và ngoại khu du lịch núi Bà Đen.